# Откровение далеков
Откровение далеков (англ. Revelation of the Daleks) — шестая и последняя серия двадцать второго сезона британского научно-фантастического телесериала «Доктор Кто», состоящая из двух 45-минутных эпизодов, которые были показаны в период с 23 по 30 марта 1985 года.

## Сюжет
ТАРДИС приземляется на Некросе, где находится похоронное бюро Тихий Покой. Доктора атакует мутант, которого Пери убивает. Прежде чем умереть, тот говорит, что стал таким из-за экспериментов Великого целителя.
В Покое диджей играет песни и ведет передачи для тех, кто находится в анабиозе. Пара, Наташа и Григорий, нелегально прошли в Покой в поисках человека, которого ищет и Доктор, Артура Стенгоса, отца Наташи. В его анабиозной капсуле пусто, и они находят комнату, заполненную пульсирующими мозгами, находят голову её отца в странном кожухе и понимают: его превращают в далека. Тот объясняет, что всех здесь превращают в новых далеков. Он приказывает дочери убить его, что она и делает, затем её и Григория ловят Такис и Лилт и отводят на допрос. Тем временем Кара, владеющая компанией, доставляющей еду, решает выйти из под влияния Великого целителя, Давроса, для чего нанимает наемника Орсини и его оруженосца Бостока.
Доктора и Пери встречают мистер Жобел и его раболепная помощница Тасамбекер. Доктор отправляет Пери вместе с Жобелем к диджею. Орсини уничтожает далека, чем интересуется Даврос, который убеждается в участии Кары в этом и посылает за ней далеков. Он приставляет Тасамбекер следить за Жобелем. Та пытается предупредить начальника, в которого она влюблена, а затем убивает его иглой. Затем ее уничтожают далеки.
Далеки ловят Доктора и бросают в клетку к Наташе и Григорию, откуда их спасает Орсини. Вскоре появляется Даврос с группой далеков, и они ловят Орсини и Бостока. К ним приводят Кару, Орсини выдает ее мотивы, а затем убивает. Наташу и Григория убивают далеки при попытке уничтожить мозги для превращения, а Пери и Доктора ловят при встрече президентского корабля, и Даврос говорит им о новой армии далеков.
Далеки, лояльные Верховному, прибывают со Скаро, и начинается сражение между двумя армиями. Единственную рабочую руку Давроса отстреливают, и победившие далеки Скаро отводят его на суд. Бомба уничтожает оставшихся далеков Давроса и Орсини. Доктор и Пери улетают.

## Трансляции и отзывы
| Эпизод            | Дата показа   | Продолжительность | Телезрители (в миллионах) |
| ----------------- | ------------- | ----------------- | ------------------------- |
| «Часть 1»         | 23 марта 1985 | 44:31             | 7,4                       |
| «Часть 2»         | 30 марта 1985 | 45:27             | 7,7                       |
| [ 1 ] [ 2 ] [ 3 ] |               |                   |                           |